# Varano de' Melegari
Varano de' Melegari est une commune italienne de la province de Parme, dans la région Émilie-Romagne.

## Économie
La société Dallara Automobili, constructeur de voitures de course, a son siège dans cette ville.

## Culture

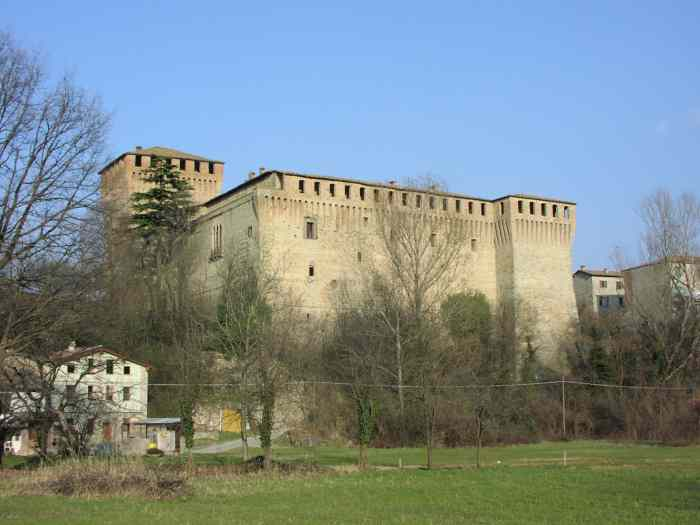
Le château.

## Administration
| Période                                  | Période  | Identité    | Étiquette       | Qualité |
| ---------------------------------------- | -------- | ----------- | --------------- | ------- |
| 5 avril 2005                             | En cours | Luigi Bassi | Centro-Sinistra |         |
| Les données manquantes sont à compléter. |          |             |                 |         |

### Hameaux
Boschi, Il Monte, Le Aie, Mazzini, Molino, Pecorini, Pianelli, Pradarolo, Scarampi, Serravalle, Vianino, Viazzano, Volta

### Communes limitrophes
Bore, Fornovo di Taro, Medesano, Pellegrino Parmense, Solignano, Varsi.